# Partido de Santiago
El Partido de Santiago fue una de las entidades divisorias de la Intendencia de Santiago de Chile, dentro de la Capitanía General de Chile, y a su vez parte de la Corona Española hasta 1818, para posteriormente pasar a la República de Chile. El partido fue creado en 1786 tras el Corregimiento de Santiago, mientras que su desaparición data en 1826 al igual que el resto de partidos de la república. su cabecera fue la ciudad de Santiago de Nueva Extremadura fundada previamente en 1541 por Pedro de Valdivia. El territorio abarcaba desde la ciudad de Santiago de Chile hasta Calera de Tango.
En su tiempo de existencia logró ser la capital del Reino de Chile, esto debido a su cabecera, siendo una ciudad importante dentro de la capitanía.

## Territorio

### Frontera
Santiago contaba con un área de 13 328 km² y colindaba con los partidos de Aconcagua al norte, Quillota, Melipilla y Valparaíso al oeste, y Rancagua al sur. Además de mantener reclamos al oriente de la cordillera de Los Andes.

### Historia Territorial
En medio de las reformas borbónicas, dentro de 1786 el corregimiento de santiago sería dividido en los de Melipilla y Santiago, el primero teniendo salida al mar en las zonas actuales de San Antonio.

### Administración
La Provincia del Partido de Santiago de Chile se encontraba dividida en distritos y subdelegcaciones:
- Tango
- Ñuñoa
- Santiago del Nuevo Extremo
- Renca
- Colina